# Himesh Patel
Himesh Jitendra Patel, född 13 oktober 1990 i Sawtry, är en brittisk skådespelare, musiker och sångare. 
Patel är känd för att ha porträtterat Tamwar Masood i såpoperan Eastenders från 2007 till 2016, för att ha spelat huvudrollen i den romantiska komedin Yesterday och för science fiction-filmen Tenet med John David Washington från 2020.

## Filmografi (i urval)
- 2007–2016 – Eastenders (TV-serie)
- 2019 – Yesterday
- 2020 – Tenet
- 2020 – Avenue 5 (TV-serie)
- 2021 – Don't Look Up
- 2022 – Ten Percent (TV-serie)
- 2022 – Enola Holmes 2
- 2023 – Den makalöse Maurice (röst)
- 2023 – Good Grief
- 2023 – Black Mirror (TV-serie)
- 2024 – Greedy People
- 2024 – The Assessment
- 2024 – The Franchise (TV-serie)
- 2026 – The Odyssey